# Rikki og mændene
Rikki og mændene er en dansk film fra 1962.
- Manuskript Johannes Allen og Jon Iversen.
- Instruktion Lisbeth Movin og Lau Lauritzen jun.

Blandt de medvirkende kan nævnes:
- Ghita Nørby
- Poul Reichhardt
- Preben Mahrt
- Holger Juul Hansen
- Bendt Rothe
- Palle Huld
- Bodil Steen
- Poul Müller
- Bjarne Forchhammer
- Hugo Herrestrup
- Ole Wisborg
- Bodil Miller